# 捕食

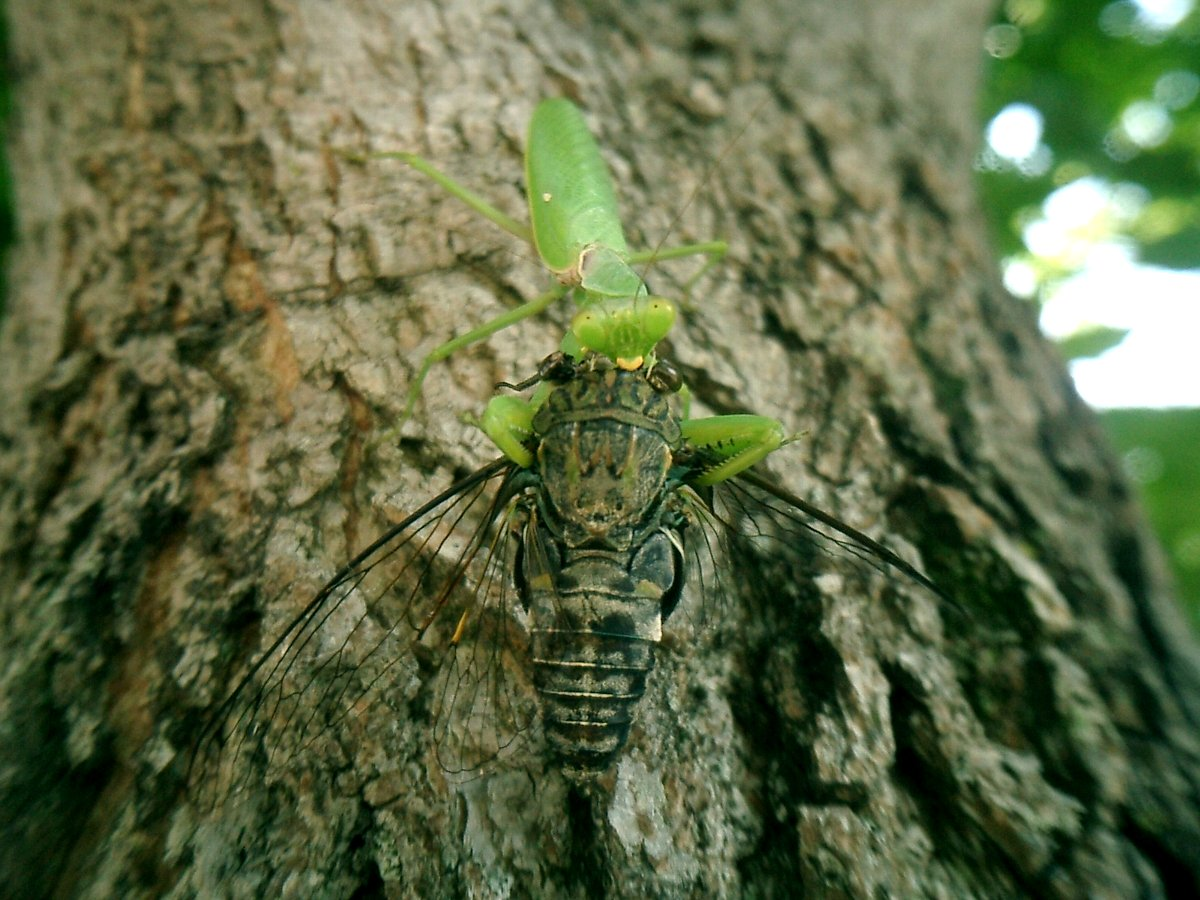
ツクツクボウシを捕食するハラビロカマキリ

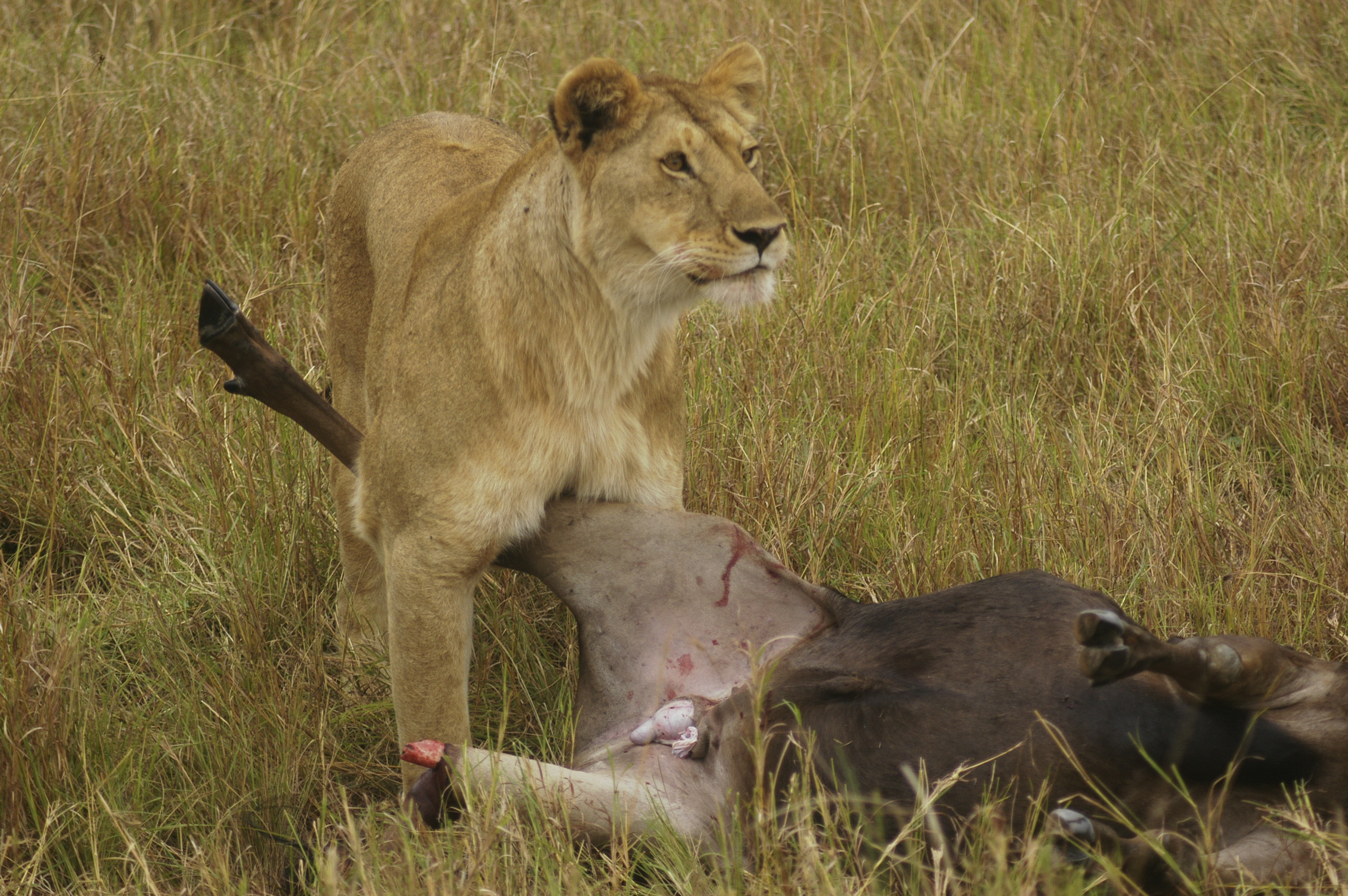
草食獣を捕食する肉食獣

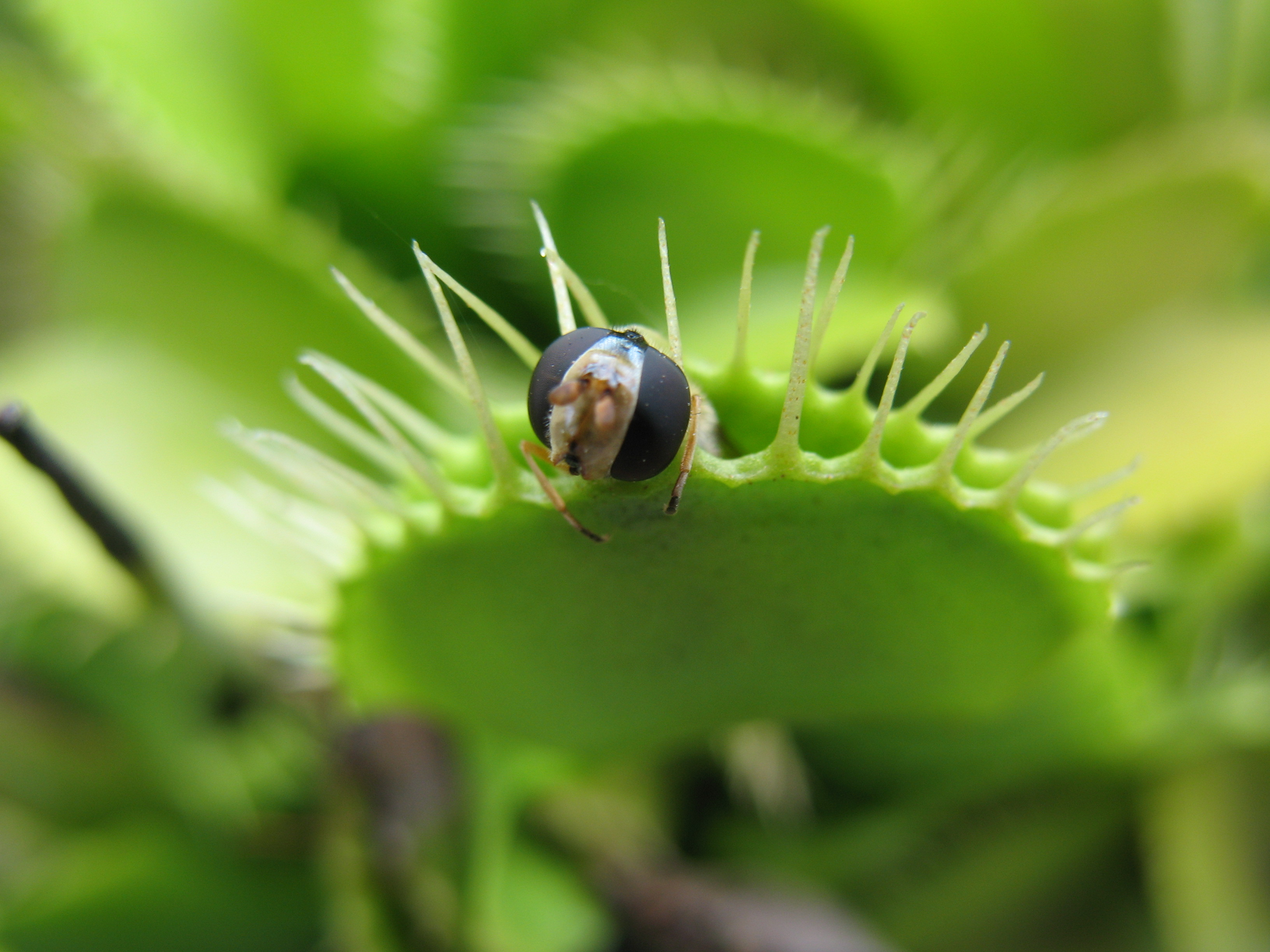
ハエトリグサに捕食されたハナアブ

捕食（ほしょく）とは、生物が餌となる対象の動物を捕らえて食うことである。狭義では肉食動物が餌となる対象の動物を捕らえて殺し、食うことを指す。
動物行動学的観点では、捕食といえば、肉食動物が摂食に際して、対象となる動物が生きていて、しかも逃げるなり抵抗するなりといった防御行動が可能であり、それを何らかの方法で拘束し、抵抗を排除し、食べるに至る過程を意味する。したがって、卵を食う、死体をあさる、微生物を水ごと飲み込む、などを捕食と言うことはない。濾過摂食ではペリカン等は捕食とされるがフラミンゴは捕食とされない、ヒゲクジラ類等ではほとんど捕食とされないがザトウクジラは捕食とされる等場合によってまちまちである。
しかし、個体群生態学や群集生態学的観点において、捕食-被食関係という場合の「捕食」とは、動物に限らず、植物や菌類も含めて他の生物を「食う」という意味であって、特に、肉食や捕獲といった意味を持たず、さらに寄生すらも含めてしまう場合もある。食う・食われるの関係で結ばれた関係が食物連鎖、あるいは食物網である。

## 行動学において
肉食性の動物が、逃げるなり抵抗するなりする可能性のある獲物を捕まえて喰うこと、あるいはそのための行動である。
おおよそ、以下の段階に分かれる。
- 発見する
- 捕捉する
- 喰う

これに至る行動には、大きく分けて2つの方法がある。
- 積極的探索
- 待ち伏せ

また、喰う対象になるものが広い分類群にまたがるものと、ごく特定の獲物しか狙わないものがある。範囲の広いものをgeneralist（汎食者？）、狭いものをspecialist（専食者？）と呼ぶこともある。